# Exoneura
Exoneura is een geslacht van vliesvleugelige insecten uit de familie bijen en hommels (Apidae)

## Soorten
- E. abstrusa Cockerell, 1922
- E. albolineata Cockerell, 1929
- E. albopilosa Rayment, 1951
- E. angophorae Cockerell, 1912
- E. angophorella Rayment, 1948
- E. apposita Rayment, 1949
- E. asimillima Rayment, 1951
- E. aterrima Cockerell, 1916
- E. baculifera Cockerell, 1922
- E. baxteri Rayment, 1956
- E. bicincta Rayment, 1935
- E. bicolor Smith, 1854
- E. botanica Cockerell, 1905
- E. brisbanensis Cockerell, 1916
- E. clarissima Cockerell, 1915
- E. cliffordiella Rayment, 1953
- E. concinnula Cockerell, 1913
- E. diversipes Cockerell, 1922
- E. elongata Rayment, 1954
- E. excavata Cockerell, 1922
- E. florentiae Rayment, 1939
- E. froggatti Friese, 1899
- E. fultoni Cockerell, 1913
- E. gracilis Cockerell, 1918
- E. grandis Rayment, 1935
- E. hackeri Cockerell, 1913
- E. hamulata Cockerell, 1905
- E. holmesi Rayment, 1946
- E. illustris Rayment, 1951
- E. incerta Cockerell, 1918
- E. laeta Alfken, 1907
- E. maculata Rayment, 1935
- E. marjoriella Rayment, 1949
- E. melaena Cockerell, 1918
- E. minutissima Rayment, 1951
- E. montana Rayment, 1939
- E. nigrescens Friese, 1899
- E. nigrihirta Rayment, 1953
- E. nigrofulva Rayment, 1935
- E. nitida Cockerell, 1922

- E. normani Rayment, 1948
- E. obliterata Cockerell, 1913
- E. obscura Alfken, 1907
- E. obscuripes Michener, 1963
- E. parvula Rayment, 1935
- E. perparvula Rayment, 1948
- E. perpensa Cockerell, 1922
- E. perplexa Rayment, 1953
- E. pictifrons Alfken, 1907
- E. ploratula Cockerell, 1912
- E. punctata Rayment, 1930
- E. rhodoptera Cockerell, 1922
- E. richardsoni Rayment, 1951
- E. robusta Cockerell, 1922
- E. roddiana Rayment, 1946
- E. rufa Rayment, 1935
- E. rufitarsis Rayment, 1948
- E. schwarzi (Michener, 1983)
- E. simillima Rayment, 1935
- E. subbaculifera Rayment, 1948
- E. subexcavata Rayment, 1951
- E. subhamulata Rayment, 1935
- E. tasmanica Rayment, 1930
- E. tau Cockerell, 1905
- E. turneri Cockerell, 1914
- E. variabilis Rayment, 1949
- E. xanthoclypeata Rayment, 1935
- E. ziegleri Rayment, 1935